# Agelena inda
Agelena inda är en art av spindlar som beskrevs av Eugène Simon 1897. Den ingår i släktet Agelena och familjen trattspindlar. Inga underarter finns listade i Catalogue of Life.